# Hospital de Ensino Getúlio Vargas

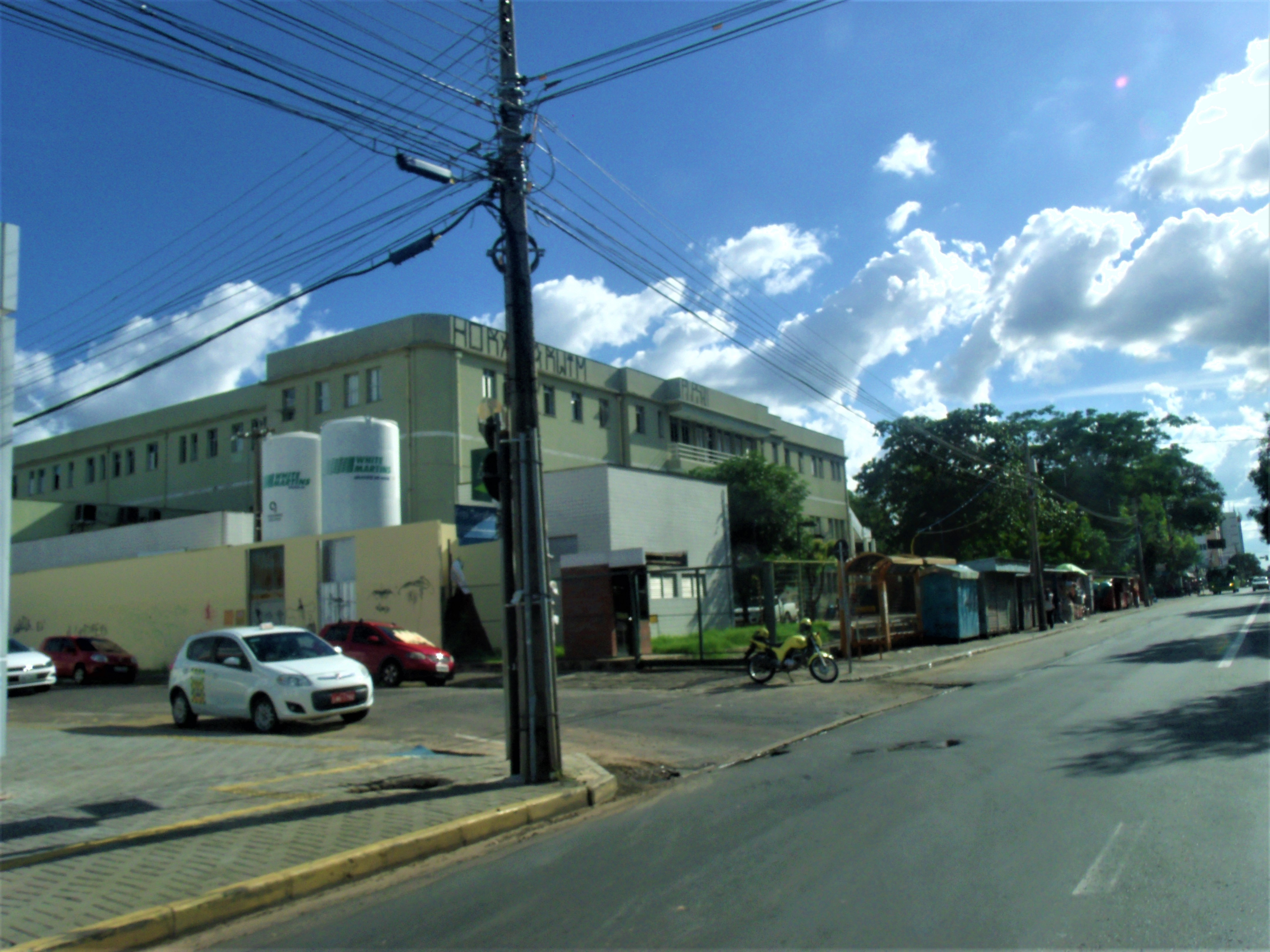
Visto da Avenida Frei Serafin.

Hospital de Ensino Getúlio Vargas é um hospital público, sediado em Teresina, capital do estado brasileiro do Piauí. É considerado um hospital público de referência.

## História
Foi inaugurado em 03 de Maio de 1941, em Teresina, em homenagem ao presidente da época Getúlio Vargas é o maior hospital público do Piauí.
Localizado numa área de grande acesso na Av. Frei Serafim no centro da cidade, que no futuro se transformaria numa área de cinturão médico onde se concentra outros importantes centros de saúde e clínicas, conhecido como Pólo Saúde
É um centro de residência para estudantes de Medicina e outra áreas medicas.
Um dos mais importantes unidades de saúde do Nordeste,além de atender a própria população do estado recebe pacientes de vários estados e se tornou referência, por conta disse passou cerca de 20 anos sucateado. Por isso foi elaborado o projeto de construção do Hospital das Clinicas de Teresina que demorou 15 anos pra ser inaugurado.
Em 2008 foi ampliado e novos equipamentos foram comprados para o Banco de Olhos o único do Norte-Nordeste vai poder captar e preparar córneas para transplantes. E está prevista uma grande reforma com conclusão até 2010, mais moderno em matéria de alta complexidade.
Por meio da Lei Estadual 7026/2017, a Assembleia Legislativa do Piauí (Alepi) aprovou projeto de lei que torna Hospital-Escola o antigo "Hospital Getúlio Vargas (HGV)", passando a designar-se "Hospital de Ensino Getúlio Vargas - HEGV/UESPI.